# Woodwardia radicans

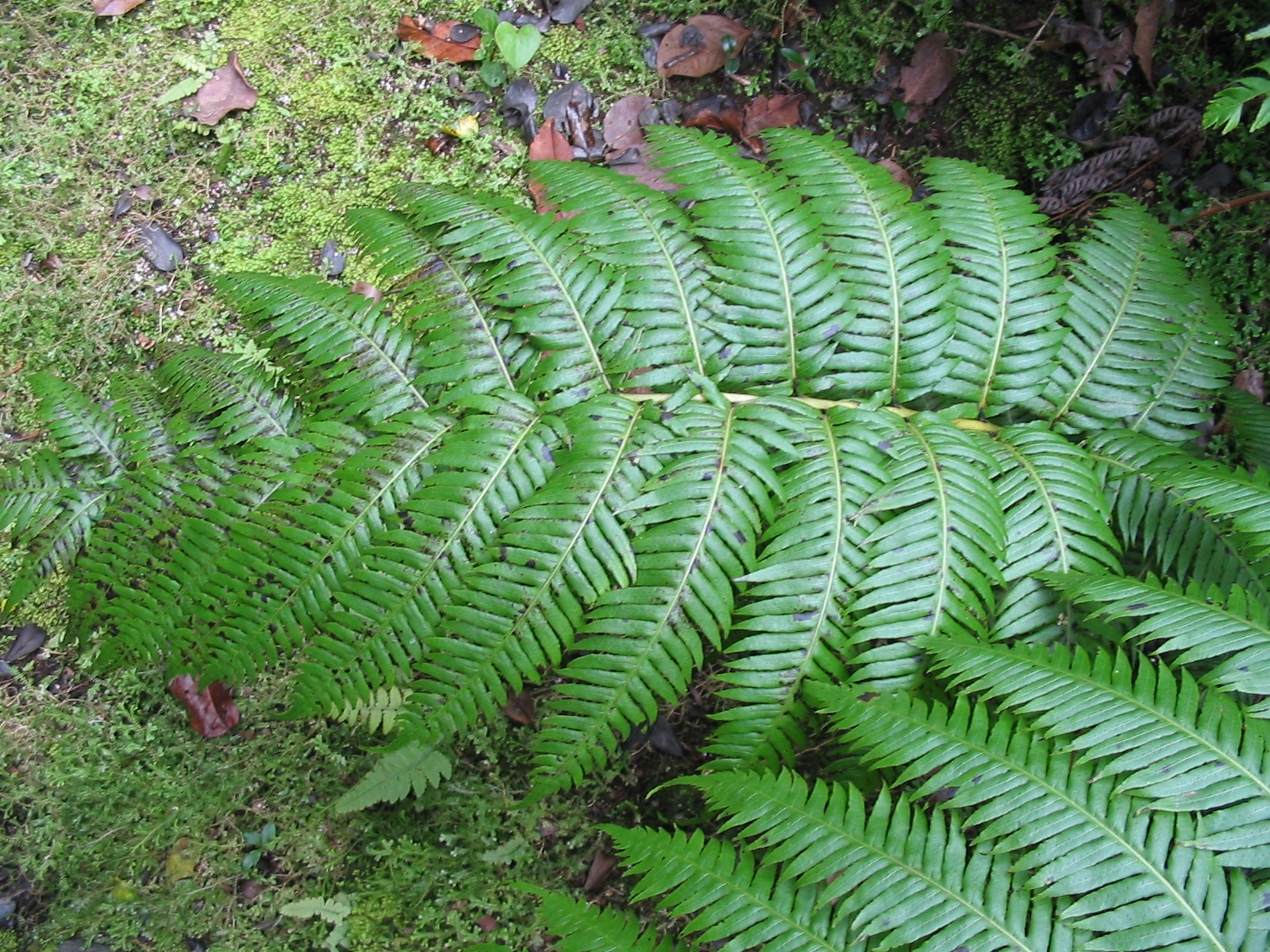
Woodwardia radicans, pormenor de uma fronde.

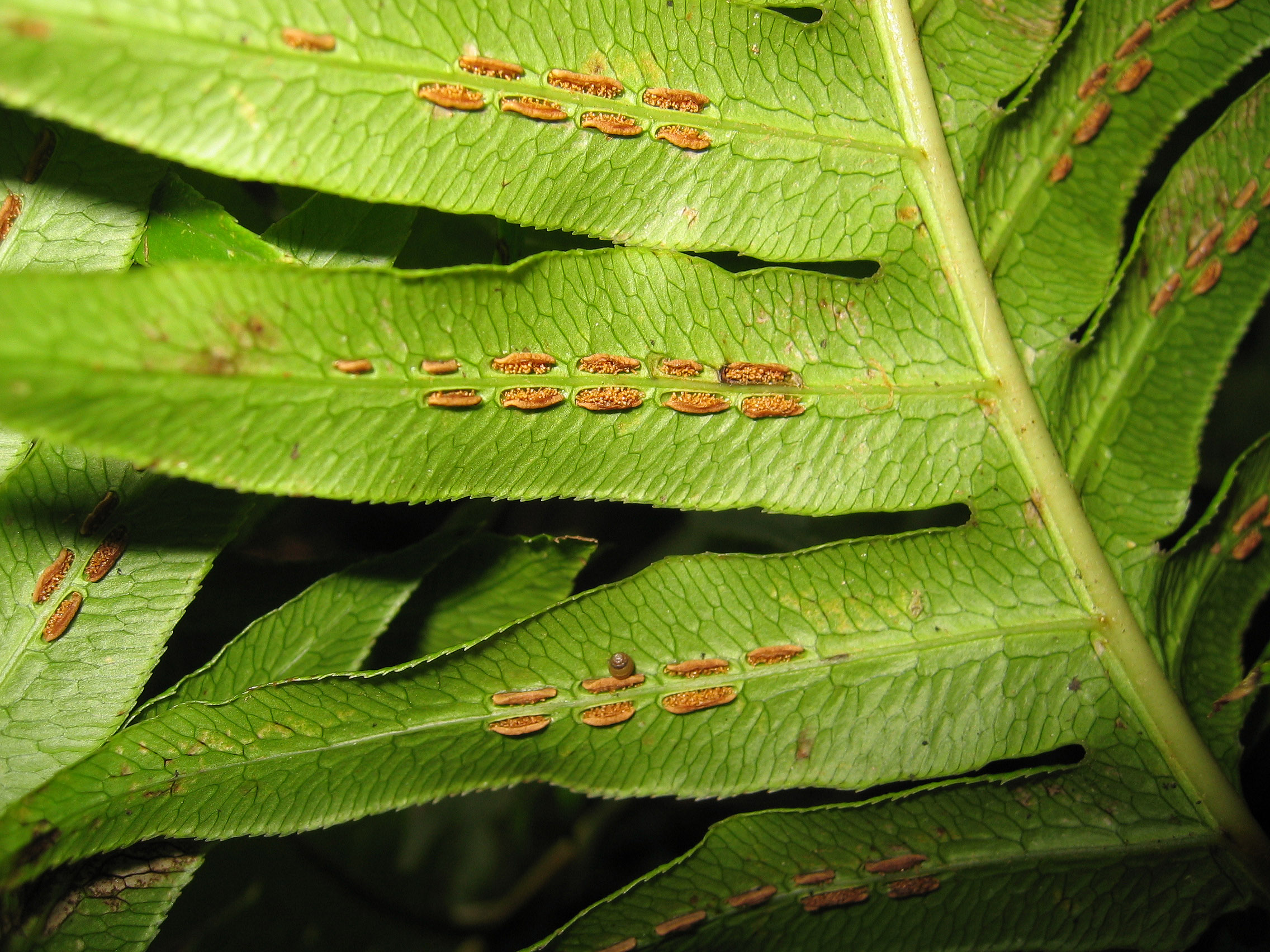
Woodwardia radicans, fronde com soros.

Woodwardia radicans (L.) Sm., conhecido pelos nomes comuns de feto-de-botão e feto-vaqueiro, é uma espécie de pteridófito gigante pertencente ao género botânico Woodwardia da família das Blechnaceae. A espécie tem distribuição sub-cosmopolita, incluindo a Macaronésia (onde ocorre nos Açores, Madeira e Canárias), a Península Ibérica, o sudoeste da Itália, a Córsega, a Península Balcânica, Creta, a região costeira da Argélia e ainda populações dispersas na costa leste da América do Norte, na América Central e na Ásia.

## Descrição
W. radicans é um hemicriptófito que pode atingir 2–3 m de altura, com um curto rizoma grosso e ascendente. As frondes são homomórficas, com até 3 m de comprimento, verde-claro quando jovens, escurecendo com a idade, com limbo triangular a ovado-lanceolado, bi-penatisectado, com pecíolos longos e robustos. Os lóbulos de segunda ordem podem a tingir os 30 cm de comprimento. As frondes mais velhas quando contactam com o solo desenvolvem gemas radiculares, produzindo novas plantas.
Os soros são oblongos, dispostos em duas séries, distribuídas simetricamente, uma em cada lado da nervura central dos segmentos de última ordem das frondes maturas. Os esporângios têm um indúsio coreáceo.
O nome genérico "Woodwardia" é uma homenagem ao botânico britânico Thomas Jenkinson Woodward (1745-1820). O epíteto específico "radicans" é derivado da palavra latina para "raiz"', alusão à presença de gemas sobre as frondes que desenvolvem as suas próprias raízes. 

## Distribuição ehabitat
W. radicans tem uma distribuição subtropical mediterrâneo-atlântica. Na Europa está presente na Península Ibérica, na Córsega, na Macedónia, na Grécia e em algumas pequenas áreas nas proximidades da costa do Mar Negro. Na Itália ocorre na Calábria, nas encostas do Aspromonte e do Monte Poro e ainda na Sicília e Campânia.
A espécie ocorre em geral em locais húmidos e abrigados do sub-bosque de matas cerradas, preferindo formações de caducifólias e bosques ribeirinhos. Também aparece em ravinas sombrias e em clareiras da laurissilva. Em geral a espécie ocorre abaixo dos 700 m de altitude, sempre em áreas onde a incidência de geadas não é muito elevada. Aparece frequentemente associado à espécie Culcita macrocarpa.
A espécie é um raro feto gigante, com origem no período Terciário, relíquia de uma época em que na bacia do Mediterrâneo existiu um clima húmido com características subtropicais.